# چکوری، شیر غازی
چکوری (به انگلیسی: Chakori Sher Ghazi) یک شهرک در پاکستان است که در ناحیه گجرات واقع شده‌است. چکوری ۱ کیلومتر مربع مساحت و ۱۰thous نفر جمعیت دارد.